# Thập niên 1840
Thập niên 1840 là thập niên diễn ra từ năm 1840 đến 1849.